# تحت‌الحمایه

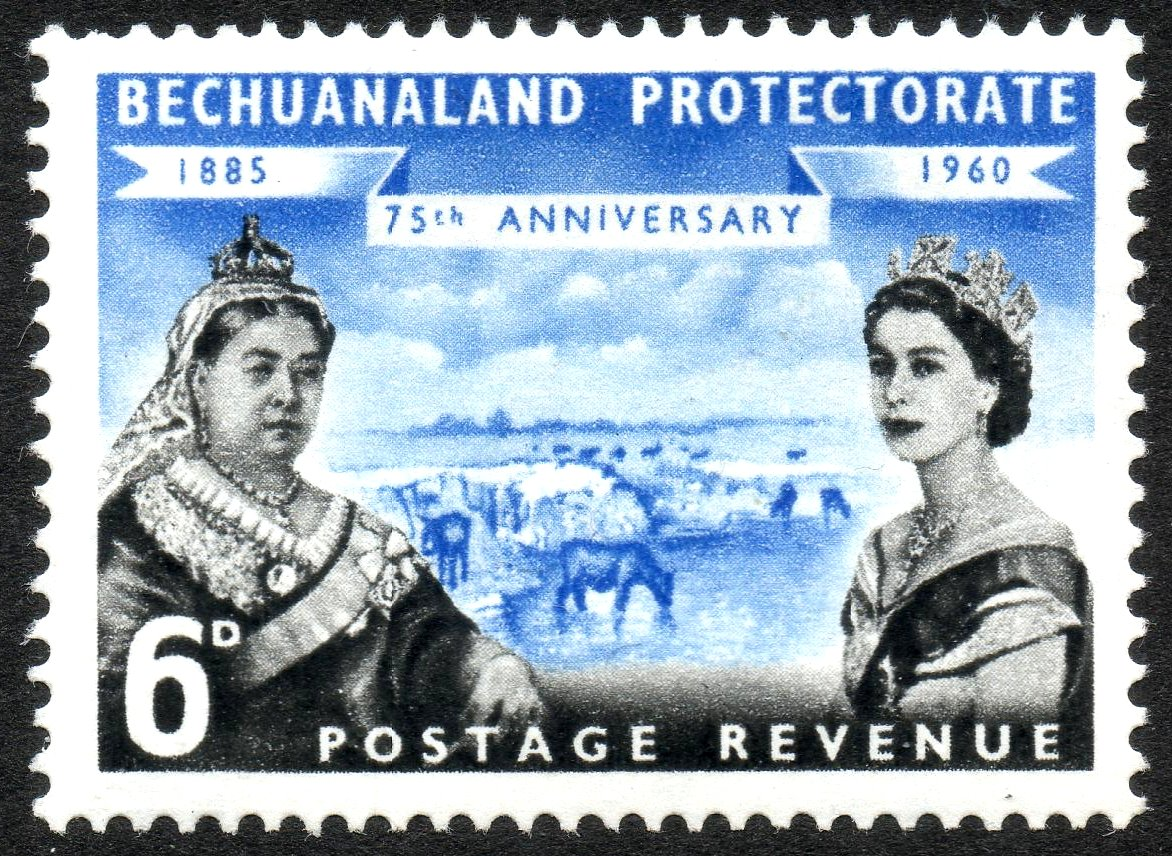
تحت الحمایه

دولت تحت‌الحمایه (به انگلیسی: Protectorate) از نظر لغوی به معنای دولت ضعیفی است که تحت حمایت و پشتیبانی یک دولت بزرگ و نیرومند است. در حقیقت دولت‌های امپریالیستی به زور (مانند: نیروی نظامی، قدرت اقتصادی و …) نظام تحت‌الحمایگی (پروتکتور) را بر کشور کوچک تحمیل می‌کنند.
در خلیج فارس نمونه‌های بسیاری از این سرزمین هاست که امپریالیسم انگلستان بنام تحت‌الحمایگی سلطه کامل خود را در آن جا برقرار نموده، عمال دست نشانده خود را بر سر حکومت نشانده و با یک سلسله قرادادهای نابرابر و تحمیلی زنجیره اسارت را محکم کرده‌است. 
تحت‌الحمایگی اغلب با اشغال نظامی و با داشتن پایگاه‌های نظامی دریایی یا هوایی همراه است و چه بسا مرحله‌ای بوده‌است قبل از تبدیل کامل سرزمین مربوطه به مستعمره نظیر تحت‌الحمایگی کره از جانب ژاپن در آغاز قرن کنونی و سپس تبدیل آن به مستعمره.